# Çeltik
Çeltik là một huyện thuộc tỉnh Konya, Thổ Nhĩ Kỳ. Huyện có diện tích 554 km² và dân số thời điểm năm 2007 là 11505 người, mật độ 21 người/km².